# オクセン・リソヴィ
オクセン・ヴァシリョヴィチ・リソヴィ（ウクライナ語: Оксен Васильович Лісовий、1972年7月21日 - ）は、ウクライナの教育者、組織者、准教授（2015年）。2023年3月21日からウクライナ教育科学省の教育科学大臣を務める。2010年から2023年までウクライナ小科学院国立センター（MANU）の所長を務めた。ウクライナ功労教育者（2021年）、ウクライナ国家教育賞受賞者（2012年）。

## 経歴

### 生い立ち
1972年7月21日、ウクライナのキエフ州で教師の家庭に生まれる。父ヴァシル・リソヴィーは1960～1970年代のウクライナサミズダートの組織者で、ディシデント。母ヴィーラ・リソヴァはウクライナ語学者、評論家、人権運動家。オクセンが生まれる1週間前、父ヴァシルは六〇年代人（ウクライナの反体制文化人）の逮捕に対する抗議文を公開したとして逮捕され、11年間投獄された。母ヴィーラはウクライナ語・文学の教師を解雇され、6歳の娘ミロスラヴァ（オクセンの姉）と共に生計を失った。幼少期は当局の家宅捜索や尋問が続く中、母は政治囚の家族を支援し続けた。
1981年夏、父の流刑先であるソビエト連邦ブリヤート自治ソビエト社会主義共和国（現ロシア連邦ブリヤート共和国）のノヴァヤ・ブリャンで家族が再会。しかし、父はソビエトのアフガニスタン侵攻に抗議したため再逮捕された。母ヴィーラは父の弁護人として活動。家族はイルカ村で2年間暮らし、オクセンは3～4年生を同地で過ごした。1983年6月、家族はキエフに帰還。

### 学歴
- レシェチリウカ芸術工芸学校（画家・陶芸家専攻）
- キエフ国立文化芸術大学（図書館情報システム専攻）

### 職歴
キエフ・モヒーラ・アカデミーのコレギウムで教師、フェンシングのコーチ、青少年団体「シチ」の活動を支援。ウクルテレコムの総局で管理職を務めた。2011年、ウクライナ国立教育科学アカデミー才能児研究所の研究員。2010年から2023年までウクライナ小科学院国立センター（MANU）所長。
2012年、国立ペダゴジカル・ドラホマノフ大学で「社会文化的自己同一性の形成」をテーマに哲学博士候補（Kandydat Nauk）の学位を取得。しかし、2023年に学位論文に剽窃の疑惑が浮上し、ウクライナ高等教育品質保証庁（NAQA）が調査を開始。リソヴィは疑惑を認め、「当時の学術環境の文化に妥協した」と説明し、2023年5月30日に博士候補の学位を自主的に返上した。同年、剽窃問題により反学術的行為の賞「アカデミック・不名誉賞」の「年間剽窃者」部門を受賞した。
2022年のロシアの全面侵攻開始後、領土防衛隊の一員として第95独立空中強襲旅団に参加し、前線で活動。MANU所長の職務は遠隔で継続した。
2023年3月21日、ウクライナ最高議会はリソヴィを教育科学大臣に任命。313人の議員（憲法上の過半数）が賛成し、国民の僕（217票）、欧州連帯（0票）、バチキウシチナ（14票）などから支持を得た。
2025年7月17日発足のスヴィデンコ内閣でも教育科学大臣に留任した。

## ウクライナ小科学院での活動
MANU所長として、250以上の出版物と25の著書（編集者として）を刊行。2020年9月、スタニスラフ・ドフヒー（MANU総裁）と共同で、ウクライナ初の対話型科学博物館「科学博物館」を設立。
教師の専門能力開発を推進し、研究・実験に基づく最新の教育手法を中等教育に導入。MANUの「MANLab」実験施設を基盤に、自然科学教師の養成プログラムを構築した。
また、合同部隊作戦（JFO）地域の被災児童、強制移住児童、軍人の子弟を支援するボランティア活動に参加。教育科学省の国家愛国教育評議会メンバーとして、児童・青少年の愛国教育を推進。

## 受賞歴
- ウクライナ功労教育者（英語版）（2021年）：国家建設、経済・科学技術・文化教育の発展への貢献[20]
- ウクライナ国家教育賞（英語版）（2012年）：全国教育ポータル「知識の島」の開発[21]
- ウクライナ教育優秀者章（英語版）（2009年）[7]
- ウクライナ教育科学省名誉証書（2007年）[7]

## 私生活
ヴァシル・リソヴィーとヴィーラ・リソヴァの息子。姉ミロスラヴァと親密な関係を維持。妻（非公開）との間に2人の息子がいる。